# Gran Premio del Pacifico
Il Gran Premio del Pacifico è una gara automobilistica di Formula 1 che si è svolta dal 1994 al 1995 sul Circuito Internazionale di Okayama in Giappone.
La presenza del tracciato nel calendario di Formula 1, come Gran Premio del Pacifico, fu effimera.

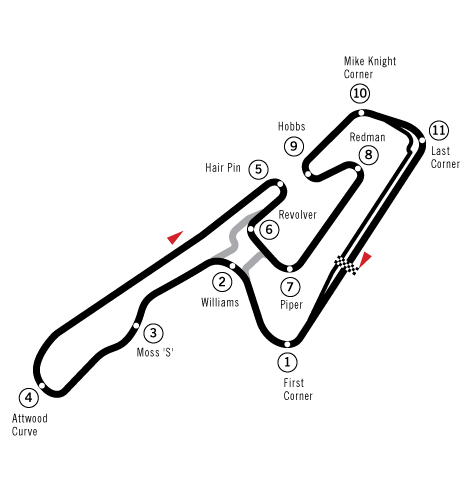
Tracciato del circuito

La sua prima edizione, valevole per il campionato 1994, fu vinta da Michael Schumacher nonostante sia stato il tre volte campione del mondo Ayrton Senna a conquistare la pole position per la domenica; egli rimarrà poi coinvolto in un incidente con Nicola Larini alla partenza, vedendosi costretto al ritiro.
La gara diventò poi nota anche per il podio ottenuto da Rubens Barrichello, che passò alla storia del team Jordan Grand Prix per essere sia il primo per il team irlandese che per l'asso brasiliano. 
Nel 1995 fu di nuovo Michael Schumacher a vincere il Gran Premio del Pacifico, su Benetton-Renault.

## Albo d'oro
| Anno | Circuito | Pilota             | Vettura          | Resoconto |
| ---- | -------- | ------------------ | ---------------- | --------- |
| 1994 | Mimasaka | Michael Schumacher | Benetton-Ford    | Resoconto |
| 1995 | Mimasaka | Michael Schumacher | Benetton-Renault | Resoconto |